# 車輪配置 4-6-2

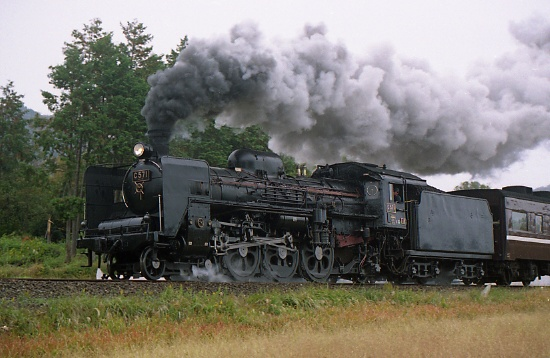
国鉄C57形蒸気機関車

車輪配置 4-6-2 (しゃりんはいち4-6-2、ホワイト式分類)は2軸先輪・3軸動輪・1軸従輪で構成されるものをさす。アメリカ式分類での愛称は「パシフィック (Pacific)」。

## 概要
4-6-2という車輪配置は、1889年にシカゴ・ミルウォーキー&セントポール鉄道でテンホイラーの改造で誕生しているが、これは後進時の脱線防止目的のもので後述のような大きな火室を支える目的ではなかった。
1901年、アメリカのボールドウィン・ロコモティブ・ワークスにニュージーランド鉄道（NZR）から「自国の低質炭に合わせて広い火床を持つ機関車」の注文が入り、ボールドウィンは当時自社で製造していたキャメルバックを進めたが、その不評を耳にしていたNZRの技師長アルフレッド・ビーティーは自分の考えを貫き、大型の火室を支えられる従輪のついた通常型機関車を主張して、後にニュージーランド鉄道Q型と呼ばれ4-6-2を実現させた。この機関車は動輪径が1245mmと小さく高速運転目的ではなかったが、翌1902年に標準軌の機関車をAlco-Brooksがミズーリ・パシフィック鉄道（ユニオン・パシフィック鉄道の前身の一社）向けに製造し、こちらは69インチ（約1753㎜）の比較的大きな動輪を持つ高速運転を前提としたものだった。なお、アメリカ式の呼称「パシフィック」の由来は、初期のユーザーが「太平洋」の先（ニュージーランド）や、ミズーリ・「パシフィック」鉄道であったためだと言われている。
その後、各国で高速走行時の安定性と余裕のある火室を作れることで、各国でこの形式を高速旅客用に使用するようになったが、国によって導入にやや違いがみられた。
ヨーロッパでは1907年にフランスのパリ・オルレアン鉄道が最初で、これは広火室ではなくベルペア火室で前部などは機関車のフレームより幅が狭い火床だったが、後部が広くなっており（台形火室）、ここを従輪で支える構造になっていた。これより後に作られた同じフランスのノール鉄道やアルザス＝ロレーヌ鉄道に至っては狭火室の4-6-2があったが、これらも火室の重量を従輪にかける形となっているので従輪が無駄というわけではなく、性能に関してもフランス国内で使う分には特に問題はなかった。
ドイツではフランスと同年に作られたバーデン大公国邦有鉄道のIVf形が初の4-6-2で、その後南ドイツの各州の鉄道で4-6-2が広まっていた（プロイセンは平地が多かったので1914年になっても急行用は4-6-0のS10型を製造）が、1920年に鉄道を統合する際に制式機関車として狭火室のまま（もしくはフランスに倣って台形火室）のS10型を従輪をつけたような構造が検討され、結局普通の広火室4-6-2である01形が量産に選ばれた。
イギリスは1908年、グレートウェスタン鉄道（GWR）のグレートベアが最初の4-6-2でパワーは十分にあったが、イギリス基準でも軸重が重すぎ（20ｔ）運用区域が限られたため1台しか作られず、その後も勾配の少なさ・石炭の良さ・列車単位の軽さもあって4-6-2の製造が進まず、量産化されたのは1922年のロンドン・アンド・ノース・イースタン鉄道(LNER)のナイジェル・グレズリーが設計したA1形からであった。
日本では1911年に本来は4-6-0で注文した初の特別急行列車牽引機のうち、アメリカン・ロコモティブが火室に余裕をもてることを理由に軸配置の仕様変更を主張して4-6-2になった8900形が最初であり、このように当初は導入自体を考えていなかった形式だったが、その後国鉄制式機C51形にこれを採用し量産した。

## 各国の車輪配置 4-6-2の機関車
ニュージーランド
ニュージーランド鉄道Q型
 アメリカ合衆国
ペンシルバニア鉄道K4s形蒸気機関車
 イギリス
LNER A1形・A3形蒸気機関車
LNER A4形蒸気機関車 - 4468号機「マラード」が蒸気機関車での世界記録を樹立
LNER A1形蒸気機関車
LNER A2形蒸気機関車
LMSプリンセス・ロイヤル級蒸気機関車
LMSコロネーション級蒸気機関車
サザン鉄道マーチャント・ネイビー級蒸気機関車
サザン鉄道バトル・オブ・ブリテン級蒸気機関車
イギリス国鉄7形蒸気機関車
 ドイツ
ドイツ国鉄01形蒸気機関車
ドイツ国鉄03形蒸気機関車
バーデン大公国邦有鉄道IVf型蒸気機関車
バーデン大公国邦有鉄道IVh型蒸気機関車
王立バイエルン邦有鉄道S3/6型蒸気機関車
王立ザクセン邦有鉄道XVIII H型蒸気機関車
王立ヴュルテンベルク邦有鉄道C型蒸気機関車
 満洲国
南満州鉄道パシイ形蒸気機関車
南満州鉄道パシニ形蒸気機関車
南満州鉄道パシシ形蒸気機関車
南満州鉄道パシコ形蒸気機関車
南満州鉄道パシサ形蒸気機関車
南満州鉄道パシロ形蒸気機関車
南満州鉄道パシナ形蒸気機関車
南満州鉄道パシハ形蒸気機関車
 日本
国鉄C51形蒸気機関車
国鉄C53形蒸気機関車
国鉄C54形蒸気機関車
国鉄C55形蒸気機関車
国鉄C57形蒸気機関車
国鉄C59形蒸気機関車

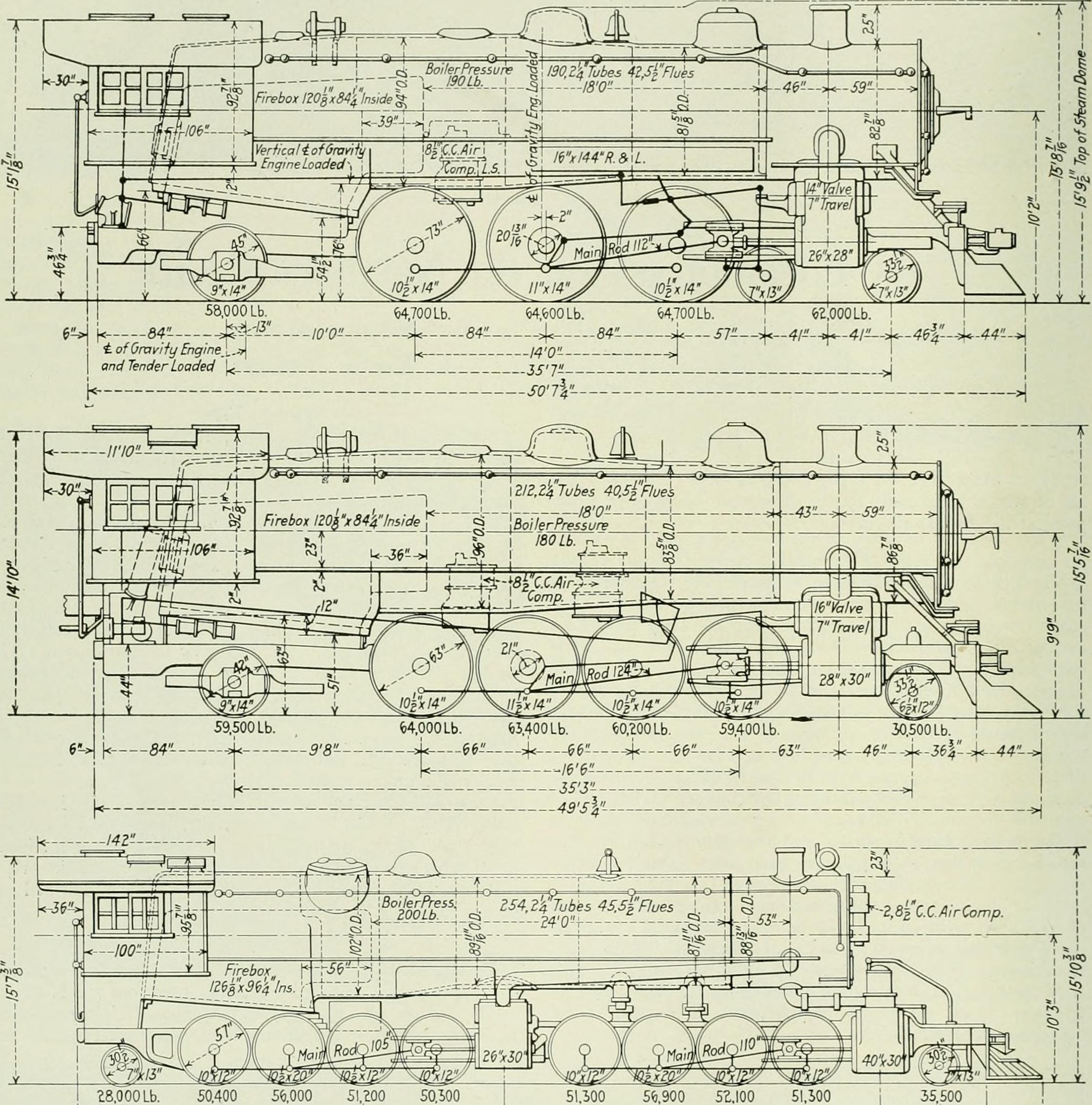
車輪配置 4-6-2の機関車の図面
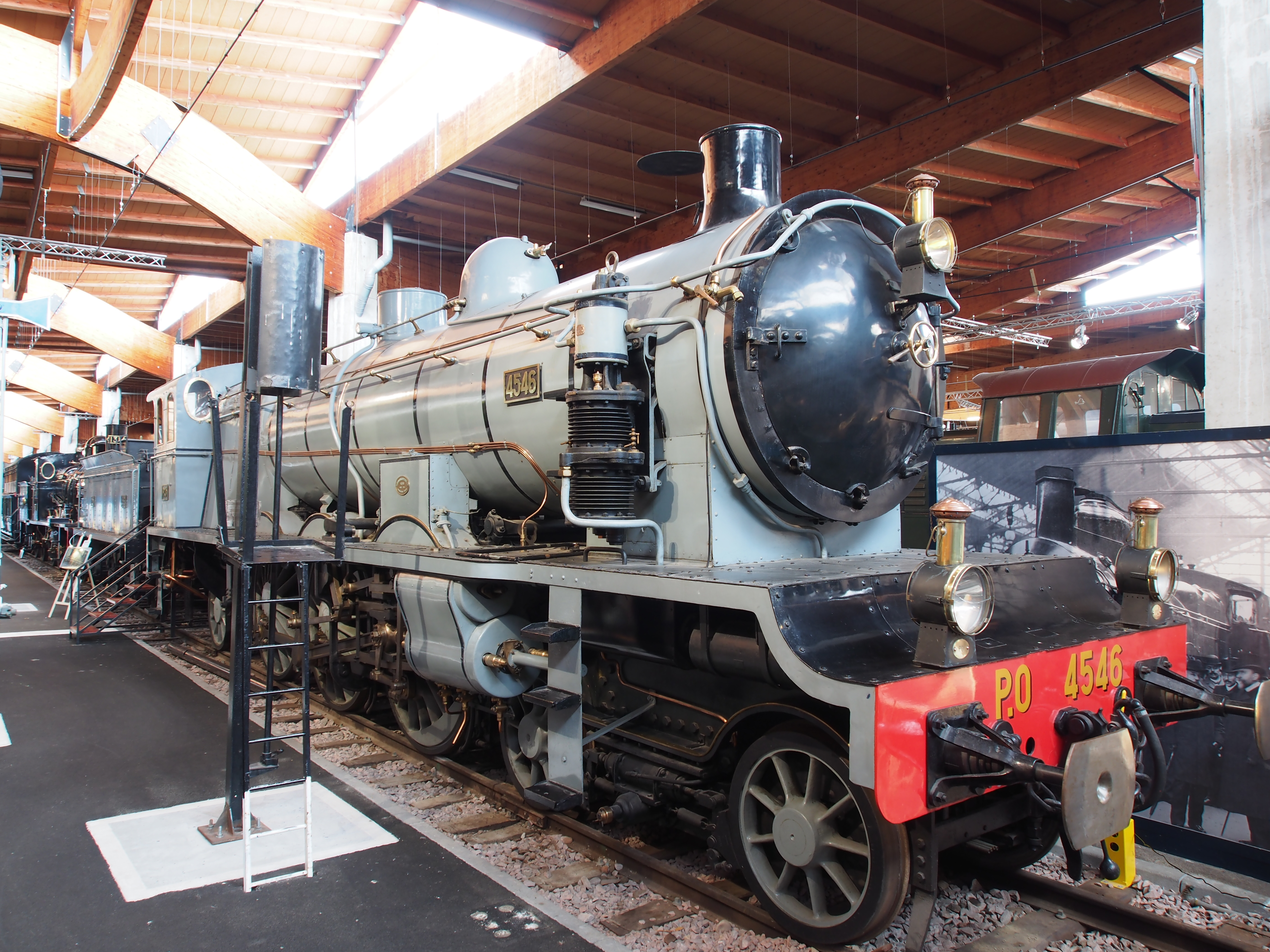
PO 4546
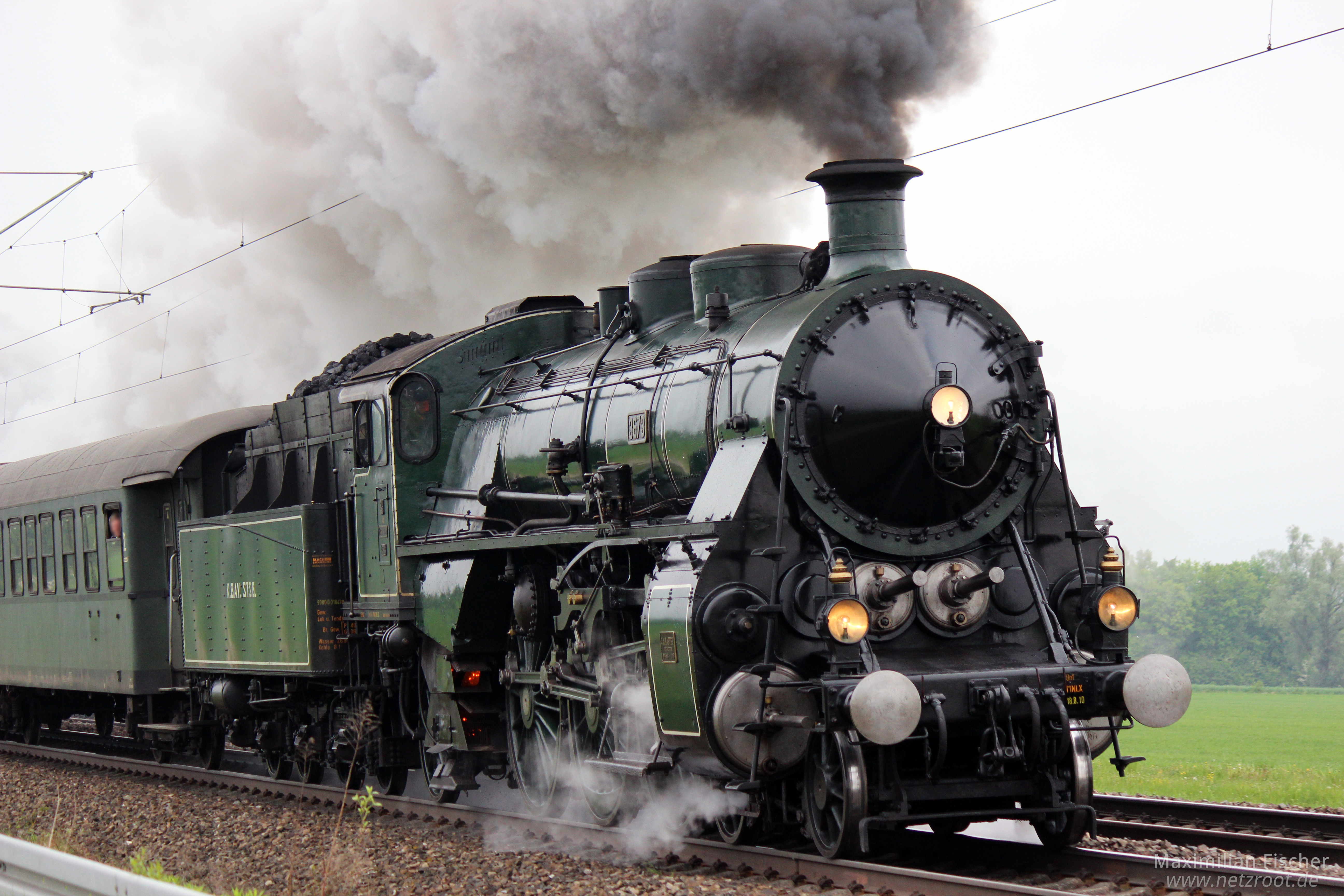
王立バイエルン邦有鉄道S3/6型蒸気機関車
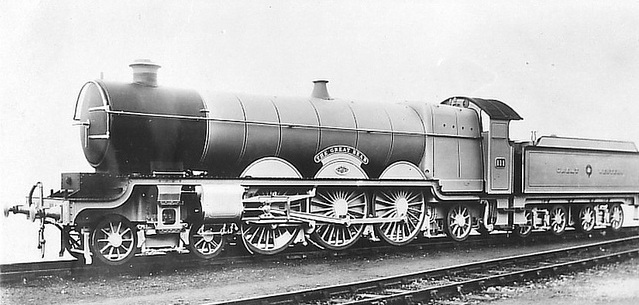
グレート・ウェスタン鉄道 No.111グレートベア
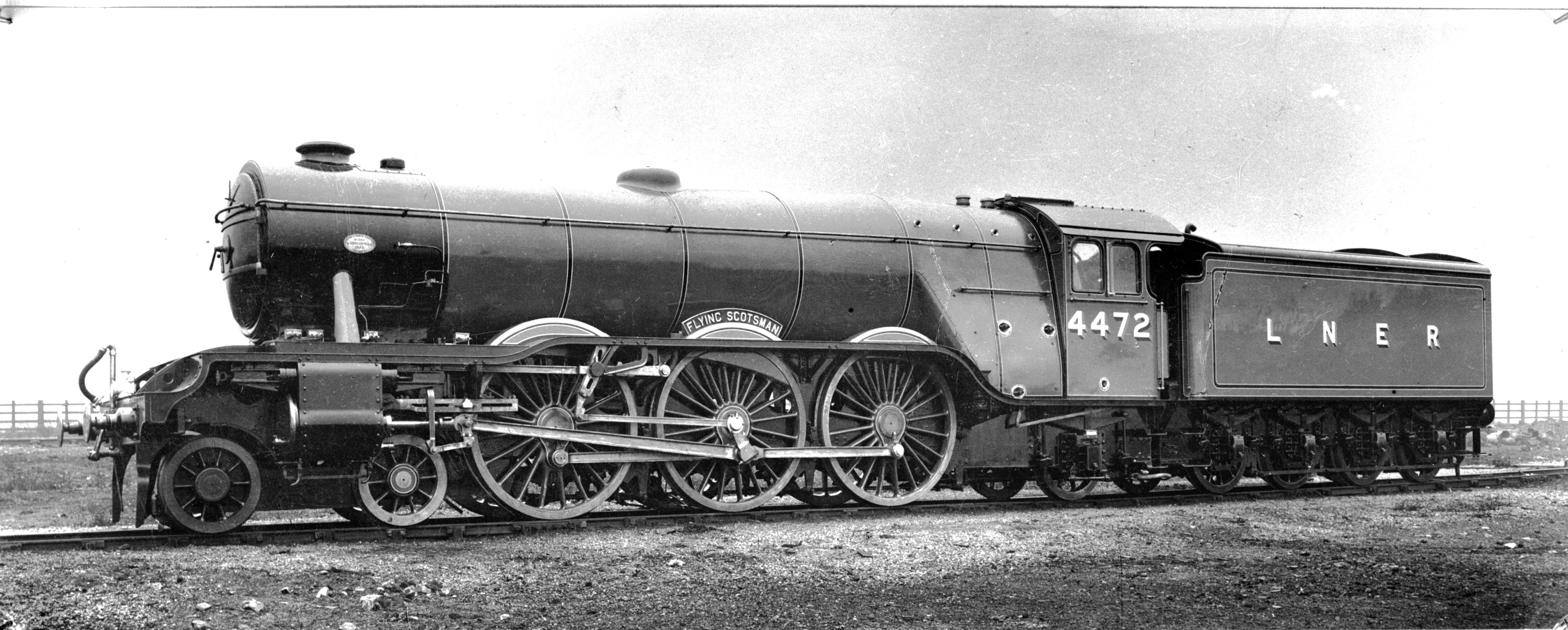
LNER A3形 No.4472フライング・スコッツマン
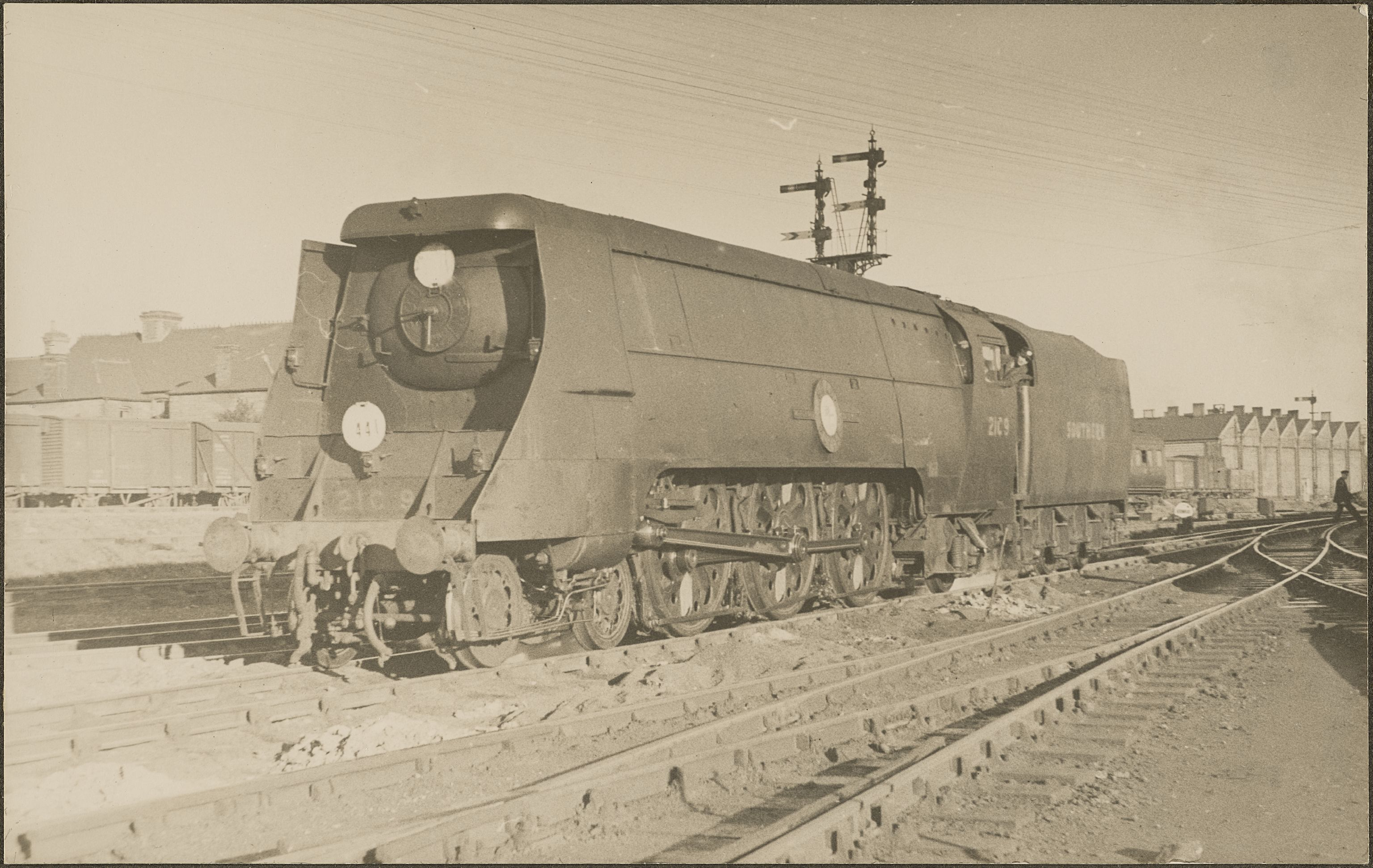
サザン鉄道 マーチャント・ネイビー
LMS コロネーション(非流線形)